# Урјанхаји
Урјанхаји је монголиски израз који се односи на неколико оближњих "шумских" етничких група као што су Алтајски Урјанхаји, Тувинци и Јакути. Урјанхаји су били споменути у средњовековним кинеским изворима из 10. века и име се помиње неколико пута у Тајној историји Монгола. Забележени су на кинеском под називом Вуланхај (упрош: 乌梁海; трад: 烏梁海; пин: Wūliánghǎi) или Вуланха (кин: 兀良哈; пин: Wùliánghā).

## Историја
Име "Урјанхаји" значи "урја" (мото, ратни мото) и кан (господар) на монголском. Монголи су применили име на све шумске народе а касније и на Тувинце. Они су сврстани од стране Монгола као Дарликински Монголи. 
На почетку Монголског царства (1206-1368), Урјанхаји су живели у Централној Монголији . 
У 13. веку за време Династије Јуан, Рашид-ал-Дин Хамадани је описао шумске Урјанхаје као есктремно изоловане шумске људе из Сибира који живе у шаторима од коре брезе и лове на скијама. Упркос сличности имена са са познатим урјанхајским племеном Монгола, Рашид напомиње да они немају никакву везу. За време Династије Минг, Џурџи (од џурџијске речи вуџи за шуму) су били познати међу Кинезима ка "шумски људи" и та се конотација касније пренела до Кинеза који су је пренели на Урјанхаје, Вуланхај.
Средиом 14. века су живели у Љаојангу у североисточној Кини. Године 1375. године, Нахачу, урјанхајски вођа северне Јуан династије у Љаојангу, напао је Лиаодонг полуострво да поврати Монголе на власт. Иако је наставио да држи под својом влашћу Манџурију рат Минга против Урјанхаја се завршио његовом предајом 1388. године. После устанка северних Урјанхаја, они су покорени од стране Дајан-кана 1538. године и анексирани од стране северних Халха Монгола. Батмунх Дајан кан је разрешио урјанхајски тумен (војна јединица која броји 10.000 војника).
Друга група Урјанхаја (Урјанхаји Хенти планине) су живели у централној Монголији и почетком 16. века су кренули ка Алтајским планинама. Неке групе су мигрирале са Хенти планина у Ховсгол покрајину за време владавине Северне Јуан династије (1368-1635).
До раног 17. века, израз Урјанхаји је био општи монголски израз за све расуте групе људи на северозападу, без обзира да ли су пореклом самоједски, туркијски или монголски народи. Године 1757, Династија Ћинг поставила свој далекосеверни фронт под барјацима : Хувсгулшких Урјанхаја, Тану Урјанхаја; Кемчика, Салчака, Тоџу Тувинаца и Алтајаца. Тувинци се у Мохголији називају Мончуго Урјанхаји. Још једна група Урјанхаја у Монголији (из Бајан-Улгија и Ховда) се називају Алтајски Урјанхаји. Ове све групе су припојене Ојратима. Трећа група монголских Урјанхаји су једна од 6 тумена Дајан-кана из источне Монголије. За последње две групе Урјанхаја се верује да потичу од урјанхајског племена из ког долази Јелме (генерал војске и пријатељ Џингис-кана) и његов познати рођак Субудај. Имена племена алтајских Урјанхаја (Хувсгулски Урјанхаји и Тувинци) су различита. Нема туркијских ни самоједних племена међу алтајским и хувсгулским Урјанхајима.
Варијанта имена, Урангхаи, је старо име за Јакуте, али они нису Урјанхаји и то је било само алтернативно име Јакута. Рус Павел Неболшин је документовао Урангху племе на Волги Калмике 1850.их година. Постојање Урјанхаја је документовано од стране Кореанаца, који су их звали позајмљеним именом Орангкае (кореј. 오랑캐, "savages"), посебно у контексту њихових напада на синитизовани свет у 14. и 15. веку.
Неки Урјанхаји још увек живе на Хенти планинама.